# Папкович, Георгий Владимирович
Георгий Владимирович Папкович (31 января 1947, Минск — 27 сентября 2017, Смоленск) — советский футболист, нападающий и атакующий полузащитник, кандидат в мастера спорта СССР.

## Биография
Начал свою взрослую карьеру, выступая за смоленскую «Искру» во второй лиге. В составе этой команды становился победителем зональных турниров второй лиги в 1971 и 1973 годах, бронзовым призёром чемпионата РСФСР среди команд второй лиги в 1969, 1971 и 1973 годах, трёхкратным победителем чемпионата Вооружённых Сил СССР. Всего за семь сезонов (с перерывами) сыграл за «Искру» не менее 140 матчей и забил 39 голов в первенствах СССР.
В 1972 году выступал в высшей лиге в составе минского «Динамо», принял участие в пяти матчах. Дебютный матч сыграл 22 апреля 1972 года против «Арарата», выйдя на замену на 65-й минуте вместо Александра Ломакина.
Также выступал во второй лиге за «Вулкан» из Петропавловска-Камчатского, в первой лиге за «Крылья Советов» (Куйбышев). В 1980 году стал серебряным призёром первенства Белорусской ССР в составе бобруйского «Шинника».
В 2004 году был осуждён на пять лет за причинение тяжких телесных повреждений, повлекших смерть потерпевшего.
Скончался 27 сентября 2017 года в Смоленске на 71-м году жизни.